# Glochidion glaucescens
Glochidion glaucescens är en emblikaväxtart som beskrevs av Elmer Drew Merrill. Glochidion glaucescens ingår i släktet Glochidion och familjen emblikaväxter. Inga underarter finns listade i Catalogue of Life.